# Classe Town (cruzadores de 1936)
A Classe Town foi uma classe de cruzadores rápidos operada pela Marinha Real Britânica composta por dez navios divididos em três subclasses que diferiam entre si principalmente em questões de armamentos e dimensões. A Subclasse Southampton era formada pelo HMS Newcastle, HMS Southampton, HMS Glasgow, HMS Sheffield e HMS Birmingham. A Subclasse Gloucester consistia no HMS Liverpool, HMS Manchester e HMS Gloucester. Já a Subclasse Edinburgh tinha o HMS Belfast e HMS Edinburgh. Suas construções começaram entre 1934 e 1936 em vários estaleiros na Inglaterra e Escócia, sendo lançados ao mar entre 1936 e 1938 e comissionados na frota britânica entre 1937 e 1939.
O projeto da Classe Town foi limitado pelos termos do Tratado Naval de Londres e surgiu como uma resposta à Classe Mogami da Marinha Imperial Japonesa. A intenção era para que os navios fossem usados em apoio à frota e na proteção de rotas comerciais, assim necessitavam de proteção suficiente para aguentar projéteis de 152 milímetros e poder de fogo para enfrentar em igualdade navios equivalentes. A Subclasse Gloucester diferia da original Subclasse Southampton ao possuir blindagem adicional no convés sobre os depósitos de munição e salas de máquinas. Por sua vez, a Subclasse Edinburgh tinha um casco ligeiramente maior, bateria secundária fortalecida e blindagem mais espessa.
Os cruzadores rápidos da Classe Town eram armados com uma bateria principal composta por doze canhões de 152 milímetros montados em quatro torres de artilharia triplas. Tinham um comprimento de fora a fora de 180 a 187 metros, boca de  dezoito a dezenove metros, calado de seis metros e um deslocamento carregado de onze a treze mil toneladas. Seus sistemas de propulsão eram compostos por quatro caldeiras a óleo combustível que alimentavam quatro conjuntos de turbinas a vapor, que por sua vez giravam quatro hélices até uma velocidade máxima de 32 nós (59 quilômetros por hora). Os navios também tinham um cinturão principal de blindagem com 114 milímetros de espessura.
Todos os navios da classe lutaram na Segunda Guerra Mundial a partir de 1939 em diversas operações e campanhas no Mar do Norte, Mar Ártico, Mar Mediterrâneo, Oceano Índico e Oceano Pacífico. O Southampton, Manchester, Gloucester e Edinburgh foram afundados durante o conflito. Os cruzadores sobreviventes continuaram a servir depois da guerra até a década de 1950, com alguns também participando de operações na Guerra da Coreia. A maioria foi tirada de serviço e desmontada entre o final da década de 1950 e início da de 1960. Entretanto, o Belfast foi modernizado de 1956 a 1959 e permaneceu na ativa até 1963, sendo depois em 1971 transformado em um navio-museu em Londres.